# Dzsalálábád (település, Afganisztán)
Dzsalálábád (pasto/perzsa: جلال آباد), korábban Adina Pur (pusto:آدينه پور), ahogy azt a 7. századi kínai utazó Hszüan-cang lejegyezte, város Afganisztán keleti részén, a Kabul és a Kunar-folyó találkozásánál, a Laghman-völgy közelében. Dzsalálábád Nangarhar tartomány székhelye, amelyet egy mintegy 95 kilométer hosszú főút köt össze a fővárossal, Kabullal. Dzsalálábád az ország keleti szélének második legnagyobb települése, és egyben - földrajzi elhelyezkedésének köszönhetően - a régió társadalmi és üzleti központja. A legfőbb iparágai a papírkészítés és néhány mezőgazdasági termék, mint a narancs, a rizs és a cukornád. Dzsalálábád az egyik vezető kereskedelmi központ a szomszédos Pakisztán számára.

## Népességi adatok
A város lakosságának 90%-a pastu nemzetiségű, 7% pedig pasaji. A maradék 3% tádzsik, vakhi, perzsa. A városban – és az egész tartományban – a pastu nyelvet beszélik legtöbben. Sokan beszélik még folyékonyan a perzsa nyelvet. Az angol nyelvet minden iskolában tanítják ugyan, azonban a lakosság nem igazán ért angolul.
Dzsalálábádban szinte mindenki muszlim, a szunnita iszlám követői, de található a városban néhány hindu templom is.
| 1979 | 53 915  |
| 2020 | 263 312 |

### Külső hivatkozások
- The Silk Road Journey With Xuanzang By Sally Hovey Wriggins
- Jalalabad. Islamic Cultural Heritage Database. Organization of Islamic Cooperation, Research Centre for Islamic History, Art and Culture. [2013. június 15-i dátummal az eredetiből archiválva]. (Hozzáférés: 2013. február 11.)